# Afonso I, Duque de Bragança
Afonso de Portugal, depois Afonso I de Bragança (Veiros, Estremoz, 10 de agosto de 1377 – Chaves, 15 de dezembro de 1461) foi o 8.º conde de Barcelos, 2.º conde de Neiva e o 1.º Duque de Bragança. Supõe-se que Dom Afonso tenha nascido em Veiros, no Alentejo.
Filho ilegítimo de João I de Avis com sua amante Inês Pires (judia), filha de Pêro Esteves, que após o relacionamento desta com o Mestre de Avis, com vergonha, prometeu nunca mais cortar a barba e ficou conhecido como o "Barbadão".

## Biografia
Da relação clandestina, mantida entre o futuro rei D. João I, então mestre de Avis, e Inês Peres, a qual fora levada por ele para o Convento de Santos, nasce D. Afonso, por volta de 1377, sendo certo que há autores que apontam para 1380. Afonso I só foi perfilhado pelo rei em 1401, já com cerca de 20 anos de idade.
Nesse mesmo ano de 1401, D. Afonso casa-se com D.ª Beatriz, filha do condestável D. Nuno Álvares Pereira, obtendo por essa via o título de Conde de Barcelos.
Em 1415, participou na tomada de Ceuta, como capitão da galé real, tendo sido armado cavaleiro, juntamente com os irmãos D. Duarte, D. Pedro e D. Henrique. Na armada de Ceuta foi encarregado dos aprestos nas províncias de Estremadura e Entre Douro e Minho e capitão da capitania real. 
Depois da morte do pai e já durante o reinado do irmão, D. Duarte I, apesar das excelentes relações que com ele mantinha, é em vão que se vai opôr contra a expedição a Tânger, que acaba por se concretizar na mesma, volvendo-se em tragédia.
Morto D. Duarte I e durante as regências da sua viúva Leonor de Aragão e de Pedro, irmão do falecido rei, não foram boas as relações entre Afonso e Pedro, chegando quase ao campo de batalha em Mesão Frio, nas margens do rio Douro, luta que foi evitada por Afonso, Conde de Ourém, filho de Afonso.
Em 30 de dezembro de 1442, Afonso foi feito Duque de Bragança. O senhorio e o ducado de Bragança solicitou-os ao irmão, então regente, D. Pedro, por ocasião de breve reconciliação entre ambos, tendo aquele lhos concedido ainda no ano de 1442.
Era o terceiro ducado de Portugal (os dois primeiros foram criados por João I para os seus dois filhos — o de Coimbra para Pedro e o de Viseu para o Infante D. Henrique).
O primitivo património dos Bragança formou-se com os bens e as terras com que D. Nuno Álvares Pereira, na qualidade de 7.° Conde de Barcelos, dotara a filha, D.ª Beatriz.
Os descendentes de Afonso foram Duques de Guimarães em 23 de novembro de 1470 e de Barcelos em 5 de agosto de 1562.
Depois da batalha de Alfarrobeira (1449), D. Afonso V concedeu ao Duque de Bragança outras importantíssimas mercês, e nove anos depois, quando partiu para África, deixou entregue ao duque o governo do reino na sua ausência.
Foi primeiramente sepultado na Igreja de Santa Maria Maior de Chaves, sendo trasladado depois para a Igreja de N.ª Sra. do Rosário no Convento de S. Francisco. Hoje repousa no Panteão dos Duques de Bragança da Igreja dos Agostinhos em Vila Viçosa, desde 1942.

### Casamento e posteridade

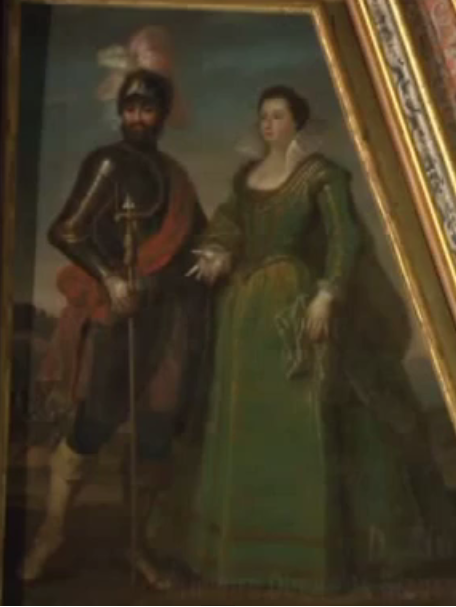
D. Afonso e sua esposa D. Beatriz Pereira de Alvim, em retrato de Domenico Duprà.

Casou em Frielas em 1 de novembro de 1401 com D.ª Brites ou D.ª Beatriz Pereira de Alvim (1380–1414) condessa de Barcelos e condessa de Arraiolos, filha única do condestável D. Nuno Álvares Pereira e de Leonor de Alvim, a herdeira da casa mais opulenta do reino.
Casou em 1420 com Constança de Noronha (morta em 1480 e sepultada em Guimarães), chamada a Pia ou a Condessa Santa, filha de Afonso Henriques, conde de Gijón e Noronha, filho do rei Henrique II de Castela, e de Isabel de Portugal, filha natural de Fernando I de Portugal.
O seu neto na sexta geração, D. João II, 8.° Duque de Bragança, viria a tornar-se D. João IV de Portugal, 21.° Rei. Recorde-se que este título de Bragança foi criado em 1442 pelo seu meio-irmão Infante D. Pedro Duque de Coimbra (na época regente de Afonso V, sobrinho do 1.º duque de Bragança).
Do primeiro matrimónio, com D. Beatriz Pereira de Alvim, teve três filhos:
- Afonso (c.1403–1460), 4.º conde de Ourém e 1.º marquês de Valença (mercê de Afonso V) que faleceu ainda em vida de seu pai em 1460;
- Fernando I (c.1403–1478) que sucedeu no ducado de Bragança;
- Isabel de Barcelos (1402?–1465) que casou com o seu tio, o infante João, filho de D. João I.

De Constança de Noronha não houve descendência.